# Teuri-tō
L’île Teuri ou Teuri-tō (天売島, Teuritō) est une île du Japon, à l'ouest de Hokkaidō en mer du Japon.

## Géographie

### Situation
L'île Teuri se situe au Japon, à 3,5 km à l'ouest de Yagishiri et dépend administrativement du bourg de Haboro. Son phare est établi dans le nord de l'île.
Partie du parc quasi national de Shokanbetsu-Teuri-Yagishiri, elle abrite de nombreux oiseaux de mer nicheurs comme le guillemot de Troïl ou le goéland à queue noire. Il y a quatre plates-formes d'observation construites sur l'île pour observer les diverses espèces d'oiseaux.

### Démographie
L'île Teuri se dépeuple progressivement. En 1947, il y avait 2 051 habitants, en 1972, 1 030 et il n'en reste plus aujourd'hui que 366.
Dès 1786, elle fut une base pour la pêche du Clupea pallasii.